# Steevlied

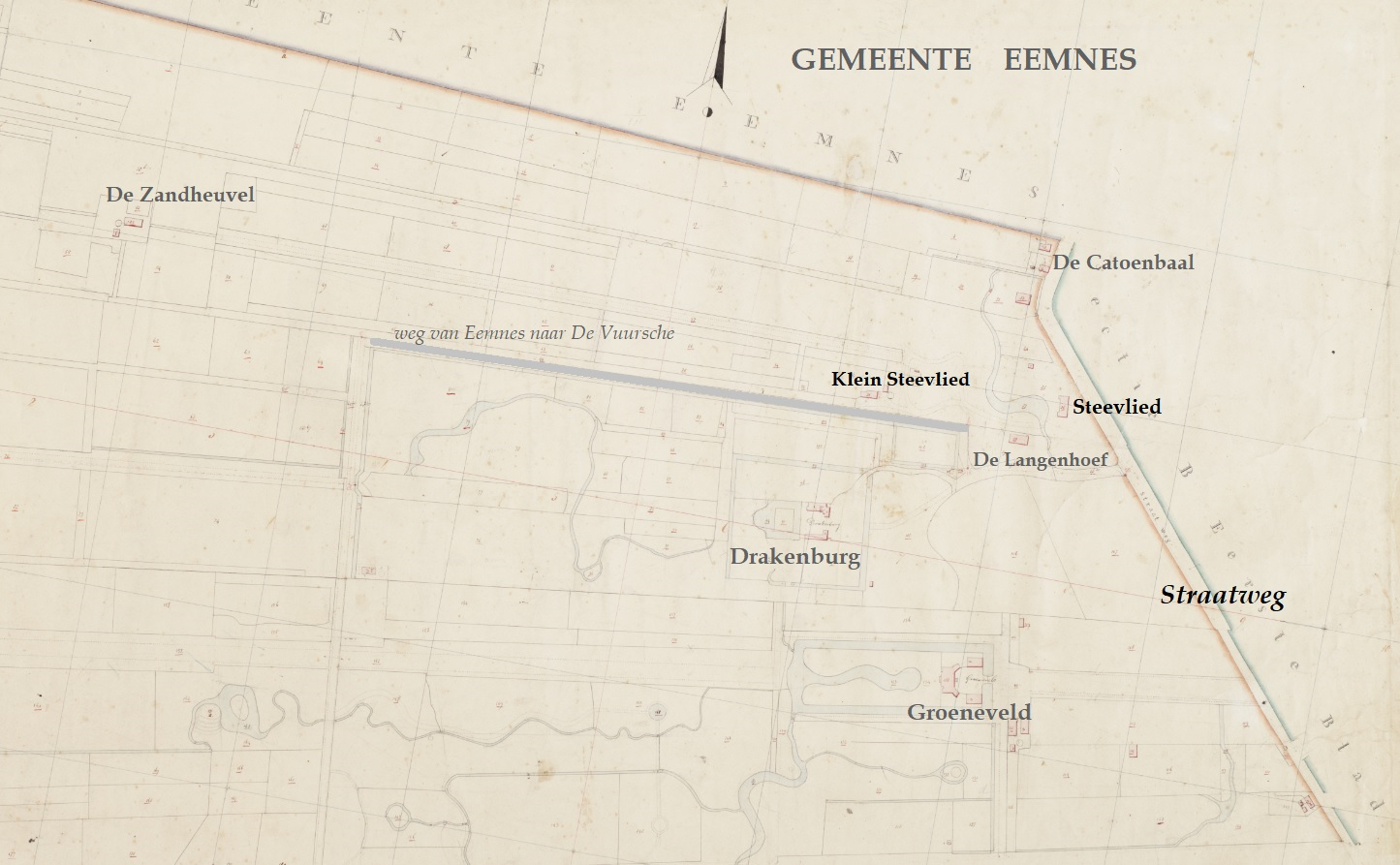
Locatie van Steevlied

Steevlied was een landgoed met huis ter hoogte van de splitsing Amsterdamsestraatweg en de Zandheuvelweg op de grens van Baarn en Eemnes. 

## Ligging
In de zeventiende eeuw werden de woeste gronden bij Baarn, De Vuursche en Eemnes ontgonnen. De gronden werden vaak aangekocht door Amsterdamse kooplieden. De exploitatie van de gronden met bijbehorende gebouwen kan gezien worden als belegging. De bezittingen werden na overlijden soms meermalen uitgebreid, of vielen juist uiteen. Over de erfenissen werden dan ook vaak rechtszaken gevoerd. 
Steevlied (Stee-vlied: vlucht uit de stad) werd waarschijnlijk rond 1640 gebouwd als zomerverblijf door de Amsterdamse familie Van Wickevoort. In die tijd  bestond het stuk huidige Amsterdamsestraatweg tussen de Oranjeboom (kruising met de  Hilversumsestraatweg) en Kasteel Groeneveld nog niet. In de 17e eeuw liep de weg door het bos van Soestdijk naar 't Groenewoud en van daar naar hoeve Ravestein. De weg naar Eemnes zou later in westelijke richting worden verlegd. Steevlied lag ter hoogte van wat in 2020 de parkeerplaats van woonwarenhuis Nijhof is.
De kavel van het huis werd begrensd door de Straatweg naar Amsterdam tot aan de Gooiersgracht, aan de noordzijde lag de grens tussen de provincies Utrecht en Noord-Holland. Aan de noordzijde van de kavel stond boerderij De Catoenbaal dat grensde aan Eemnes. Aan de zuidzijde liep de tegenwoordige Zandheuvelweg in de richting van De Vuursche. In de nabijheid lagen Drakenburg en Groeneveld. Aan de Zandheuvelweg stond tussen Steevlied en De Langenhoef herberg De Steenkamer. Bij Steevlied hoorden een oranjerie, een tuinmanswoning, een stal, een koetshuis en de boerderijen Klein Steevlied en De Zandheuvel.

## Afbraak en sloop
Het goed Steevlied was met een oppervlakte van 63 morgen en 293 Stichtse roeden niet groot, maar het huis moet met een achttiental kamers wel een huis van betekenis geweest zijn. 
Bij de aankondiging van de openbare verkoping in 1864 wordt Steevlied in het Utrechtsch Provinciaal en Stedelijk Dagblad beschreven als: in het Utrechtsch Provinciaal en Stedelijk Dagblad de openbare verkoping bekendgemaakt werd van het Landgoed Steevlied: [...] alleraangenaamst gelegen onder de gemeente Baarn, aan den straatweg tusschen Naarden en Amersfoort, en in de onmiddellijke nabijheid van den geconcessioneerden spoorweg van Amsterdam over Hilversum naar Utrecht en Nijkerk. Bestaande het landgoed Steevliet in: Eene kapitale, hecht en sterk getimmerde goed onderhouden Heerenhuizinge, bevattende achttien Boven- en Benedenkamers, meest allen behangen, geplafonneerd en van stookplaatsen voorzien. Dienstbodenkamers, met marmeren steenen bevloerden Gang, gemakkelijke Trap, groote beschoten Droogzolder, ruime Keuken, met Kasten, Aanregtbank, Regen- en Welwaterspomp, Wijn- en Provisiekelders, gemetselde Brandkast, Berging voor Turf en Hout; voorts, ruim, geplafonneerd Koetshuis, Stalling voor zes Paarden, Knechtskamer en Hooizolder, Oranjerie met de daartegen gebouwde Chalet, wijders Tuinmanswoning, Schuren, zeer groote vruchtbare Tuin met Kaapsche Kast, Druivenkast en Bloemkasten, Eiken-, Beuken en lepenboomen, fraaije Wandelingen en Waterpartijen. Te zamen groot 15 bunders 4 roeden en 75 ellen. Hierbij behooren twee banken in de Hervormde Kerk te Eemnes Binnendijk. [...]
Het huis Steevlied werd na de verkoping afgebroken. Rond 1960 werden ook de oranjerie en tuinmanswoning afgebroken. Boerderij De Zandheuvel staat in 2020 nog steeds aan de Zandheuvelweg, naast het terrein van Eemeroord.

## Eigenaars / bewoners
- ± 1640 - Jan van Wickevoort (1593-1678) en Elisabeth Ruland
- 1678 - Constantia, Jan jr., Elisabeth en Catharina van Wickevoort
- 1705 - Catharina van Wickevoort
- 1707 - Pieter en Jacoba Wickevoort
- 1721 - erfgenamen van Pieter van Wickevoort
- 1727 - Pieter van Lingen en Johanna Becquer
- 1736 - Magdalena du Bois de Chaillou en  Magdalena Louise van Alendorp
- 1745 - Johan Adolf baron du Bois de Chaillou van Alendorp
- 1764 - Jan Lucas van der Dussen,
- 1768 - Jan Rudolf Meijer, zijdehandelaar
- 1802 - Hendrik Arnoud Laan en Sibilla Maria Meijer
- 1821 - Hendrik Arnoud Laan junior en Christiaan Dirk Laan
- 1851 - Hendrik Arnoud Laan junior en  Jacob Cornelis Laan [1]
- 1864 voor afbraak gesloopt